# Vincent Barrisa
Vincenzo Giuseppe Barrisa, alias "Vincent Baris" (San Francisco, 27 giugno 1903 – San Francisco, anni 70), è stato un mafioso statunitense, noto mafioso, "soldato" della famiglia di San Francisco, dagli anni venti agli anni settanta.

## I primi anni
Barrisa nasce a San Francisco, (California), il 27 giugno del 1903. Inizia l'apprendistato nella malavita sin da giovanissimo, e nei primi anni del 1920, in piena epoca del proibizionismo, venne fatto ufficialmente "uomo d'onore" nella locale famiglia mafiosa, e affidato con il rango di "soldato" nel gruppo guidato da Don Ciccio Lanza. Proprio in quel periodo, si sposò con una ragazza di nome Carmela Alterei, da cui ebbe tre figlie femmine, la coppia andò ad abitare al "308 Precita", nel quartiere italiano della città. Barrisa ufficialmente lavorava come autotrasportatore.

## Storia criminale
I primi arresti di Barrisa, con la polizia di San Francisco risalivano al 1925, per il possesso illegale di pistola, per questo reato sarà condannato a 6 mesi di prigione. Il secondo arresto invece risaliva al 1938, ancora una volta per possesso illegale di armi da fuoco, e questa volta sarà condannato a due anni di prigione, nel penitenziario "Mcneill".

## Modus operandi
Nei documenti dell'FBI, così viene descritto nel 1959: "Pericoloso sicario, e braccio armato della Mafia nell'area di San Francisco, ed associato con i principali mafiosi della città".

## Mafiosi associati
Barrisa, aveva rapporti di affari, e di alleanza, con i seguenti mafiosi:
- San Francisco
  - Sam Lima
  - Michael Abati
  - Jimmy Lanza
  - Anthony Lima
  - Mario Balistreri
  - Philip Maita
  - Vincent Larocca
  - Alphonse Larocca

## Fonti
- Mafia: The Government's Secret File on Organized Crime, Harper 2007